# Mattias Andersson (Sveriges unga katoliker)
Mattias Andersson, född 1969, tidigare ordförande i riksungdomsförbundet Sveriges unga katoliker (SUK). Som ordförande för SUK ledde han ett längre integrationsprojekt bland katolska invandrarungdomar i Sverige, påbörjat av bland andra Johan Gärde, Peter Brune och Andreas Kuhn, och fortsatt av Jan Sundström. Han har intervjuats ett flertal gånger av Katolskt magasin (dessförinnan Katolsk Kyrkotidning).
Andersson har varit verksam i olika organisationer, bland annat med anknytning till Stockholms katolska stift.

## Tidigare styrelseuppdrag
- Landsrådet för Sveriges Ungdomsorganisationer - (styrelsen och Sydkommittén 1995–1997)
- Sveriges Unga Katoliker - (kassör för Stockholmsdistriktet cirka 1999–2005)
- Sveriges Unga Katoliker - (förbundsordförande 1993-1995, i styrelsen 1992–1998)
- Centrum för Internationellt Ungdomsutbyte - (suppleant 1996)
- Samfälligheten Enskiftet - (sekreterare 2006–)